# Premiul Asociației Criticilor de Film
Premiile Asociației Criticilor de Film BFCA  (în engleză Critics' Choice Movie Awards) este un spectacol de acordare de premii de către BFCA pentru a onora cele mai bune realizări cinematografice. Se acordă din 1996 în Statele Unite. Nominalizările rezultate sunt anunțate în decembrie. Câștigătorii aleși prin votul ulterior sunt dezvăluiți la ceremonia anuală care are loc în ianuarie.

## Categorii
- Cel mai bun film (din 1995)
- cel mai bun film de acțiune (din 2009)
- Best Acting Ensemble (din 2002)
- Best Actor (din 1995)
- Best Actress (din 1995)
- Best Actor in an Action Movie (2012–2016)
- Best Actress in an Action Movie (2012–2016)
- Best Actor in a Comedy (din 2012)
- Best Actress in a Comedy (din 2012)
- Best Animated Feature (din 1998)
- Best Art Direction (din 2009)
- Best Cinematography (din 2009)
- Best Comedy (din 2005)
- Best Costume Design (din 2009)
- Best Director (din 1995)
- Best Documentary Feature (din 1995)
- Best Editing (din 2009)
- Best Family Film (1997–2007)
- Best Foreign Language Film (din 1995)
- Best Makeup (din 2009)
- Best Picture (din 1995)
- Best Sci-Fi/Horror Movie (din 2012)
- Best Score (din 1998)
- Best Screenplay (adaptat / original) (din 2002)
- Best Song (din 1998)
- Best Sound (2009–2011)
- Best Supporting Actor (din 1995)
- Best Supporting Actress (din 1995)
- Best Visual Effects (din 2009)
- Best Young Performer (din 1995)

## Legături externe
- http://www.criticschoice.com/ Site-ul oficial